# 능동변속제어
능동변속제어(영어: Active Shift Control)는 하이브리드 자동차에 적용되는 변속 정밀 제어 기술이다.

## 상세
능동변속제어는 주로 이브리드차의 주행 모터를 활용해 자동변속기를 초당 500회 제어하여, 즉각적인 변속 제어와 연비를 향상시키는 기술이다. 능동변속제어 로직을 통해 주행 모터에 내장된 센서가 초당 500회씩 회전 속도를 모니터링하여, 변속기의 회전 속도를 엔진의 회전 속도와 동일하게 맞춰준다. 이를 통해 기존 변속 시간을 30% 정도 단축하고, 가속 성능과 연비를 향상시킨다. 또한, 변속 과정에서 발생하는 내부 마찰을 최소화하여 부품의 내구성까지 높였다.

## 같이 보기
- 변속기
- 자동변속기
- 연속 가변 변속기
- 엔진 제어 장치